# سلبوغة بسيطة
سلبوغة بسيطة (الاسم العلمي: Solpuga simplex) هي نوع من العنكبوتيات يتبع جنس السلبوغة من الفصيلة السلبوغية.